# Louise Danse
Louise Danse (Marie-Louise Danse), née en avril 1867 à Bruxelles où elle est morte le 25 mai 1948, est une artiste graveuse belge.

## Biographie
Elle est la fille d’Adele Adrienne Meunier (sœur des artistes Jean-Baptiste et Constantin) et d’Auguste Danse, un artiste graveur qui sera également son premier professeur de gravure. Elle a une sœur Marie. En 1905, Louise Danse épouse le juriste et l'homme de lettres Robert Sand (1876-1936).

### Carrière
Louise Danse est reconnue par ses contemporains comme une artiste graveuse talentueuse. Elle produit un ensemble d'œuvres variées telles que gravures, des dessins, des aquarelles, des frontispices, des illustrations pour des ouvrages et des peintures. 
Adolescente, elle débute en variant les genres, les sujets et les techniques. Malgré l'influence de son père, elle développe un art personnel. Même après son mariage, elle se perfectionne en travaillant sur de nouvelles thématiques. D'ailleurs, elle continue ses œuvres en tant que Louise Danse et signe exceptionnellement avec ses deux noms Danse et Sand pour des œuvres destinées à des proches.  
Des tirages de ses gravures sont conservés dans des cabinets d’estampes belges et étrangers, dans des collections privées. Ses descendant·e·s possèdent des documents et des œuvres inédits. 
On citera, parmi ses  gravures, ce beau Portrait de Mademoiselle. Dethier, qui a été inclus dans le 1905 livre les Femmes Peintres du Monde.
En 1906, elle est membre fondateur du cercle artistique L'Estampe.

### Expositions
Elle participe à de nombreuses expositions en Belgique notamment le salon des beaux-arts d’Ostende de 1907 (avec Anna Boch, Anna De Weert et Marie Antoinette Marcotte) ou le premier salon du livre de Belgique de 1906 où elle présente ses gravures. En 1909, elle participe au 3e salon de l'Estampe au Musée Moderne. Elle est félicitée publiquement sur la délicatesse et la richesse de ses œuvres : Quadrige de S.Marc ; Saint Georges et Torcello.  
En 1911, elle organise l'exposition de ses eaux-fortes et ses pointes sèches au cercle Artistique et Littéraire à Waux-Hall.

## Œuvres

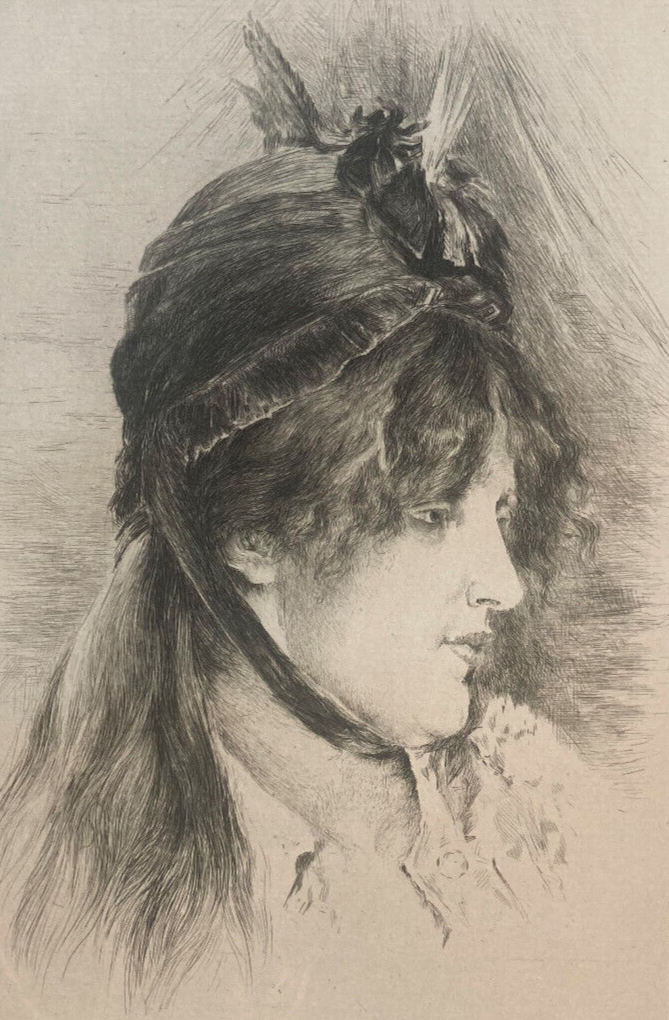
Fichier:Louise Danse, Eau-forte 1907

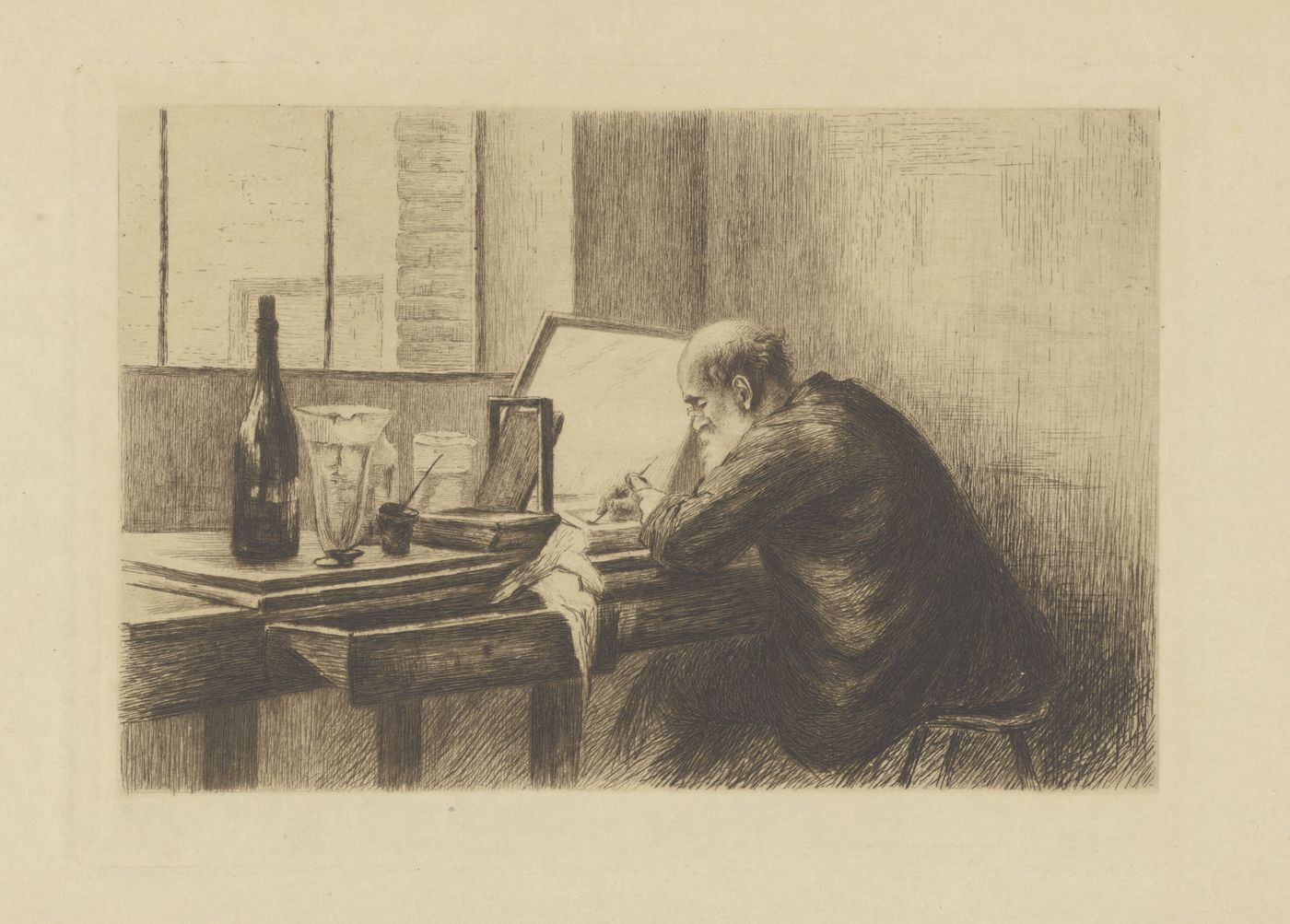
Louise Danse, Portrait d'Auguste Danse, Bibliothèque Royale de Belgique
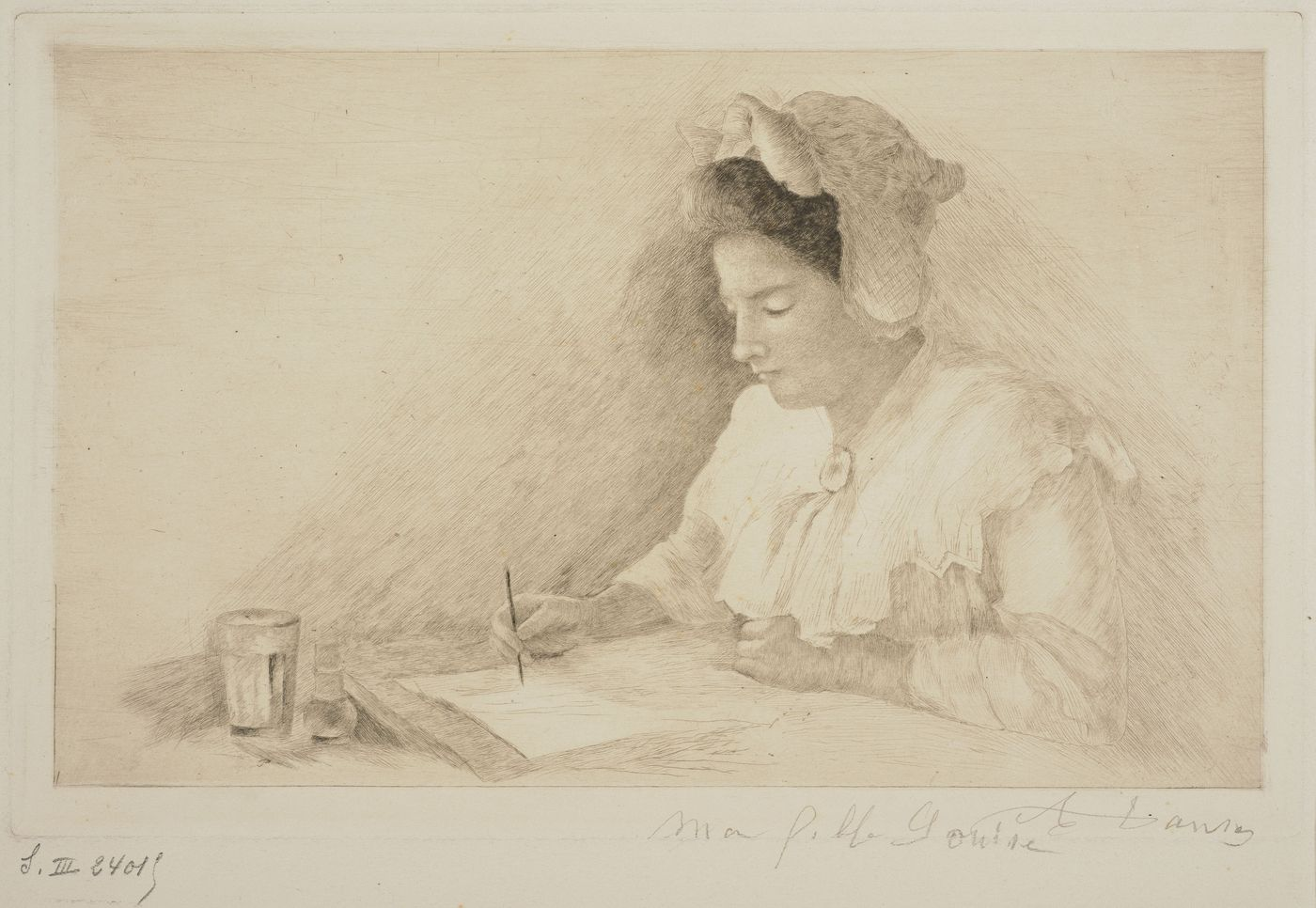
Louise Danse, Jeune fille dessinant, Bibliothèque Royale de Belgique
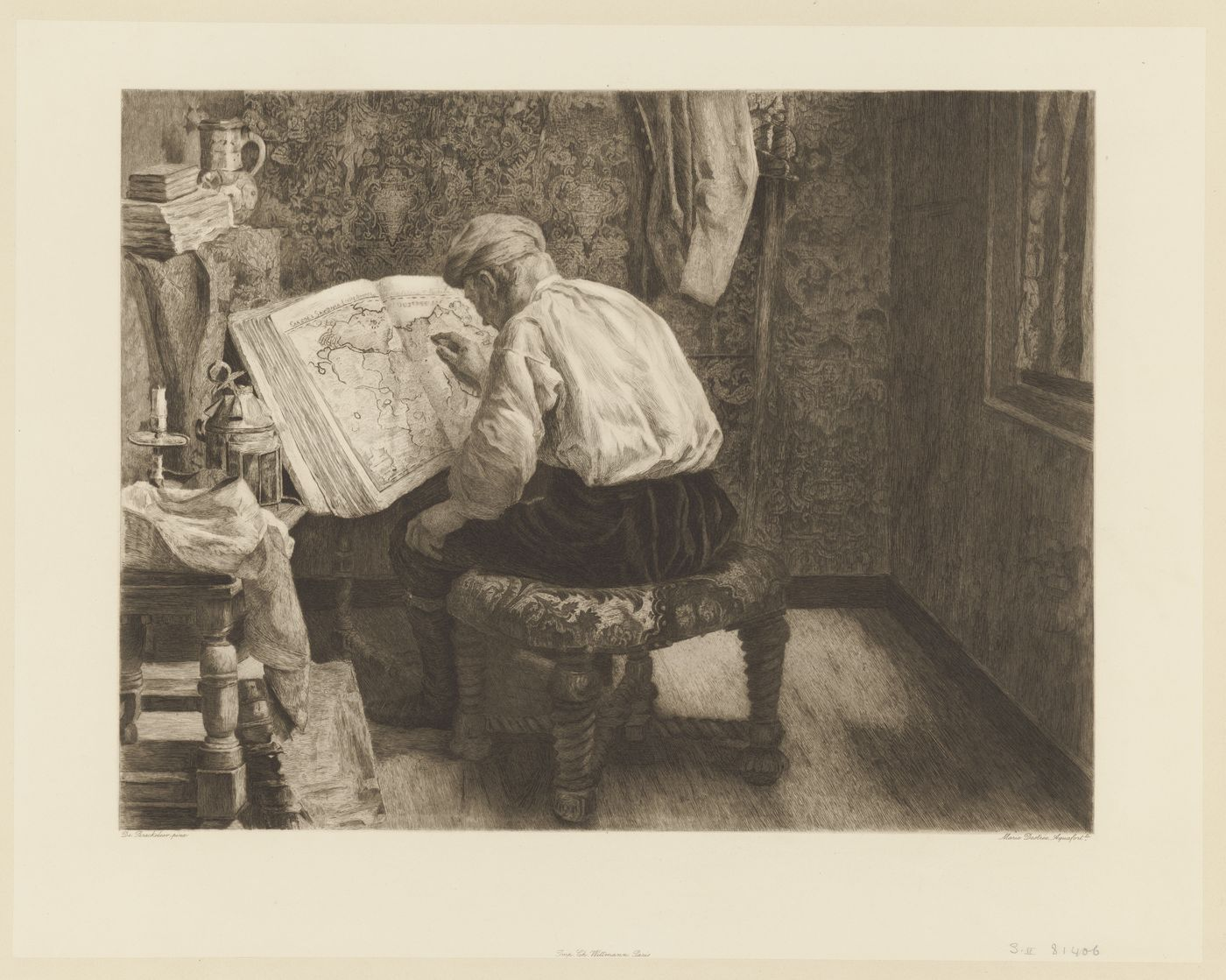
Louise Danse, Le géographe, Bibliothèque Royale de Belgique
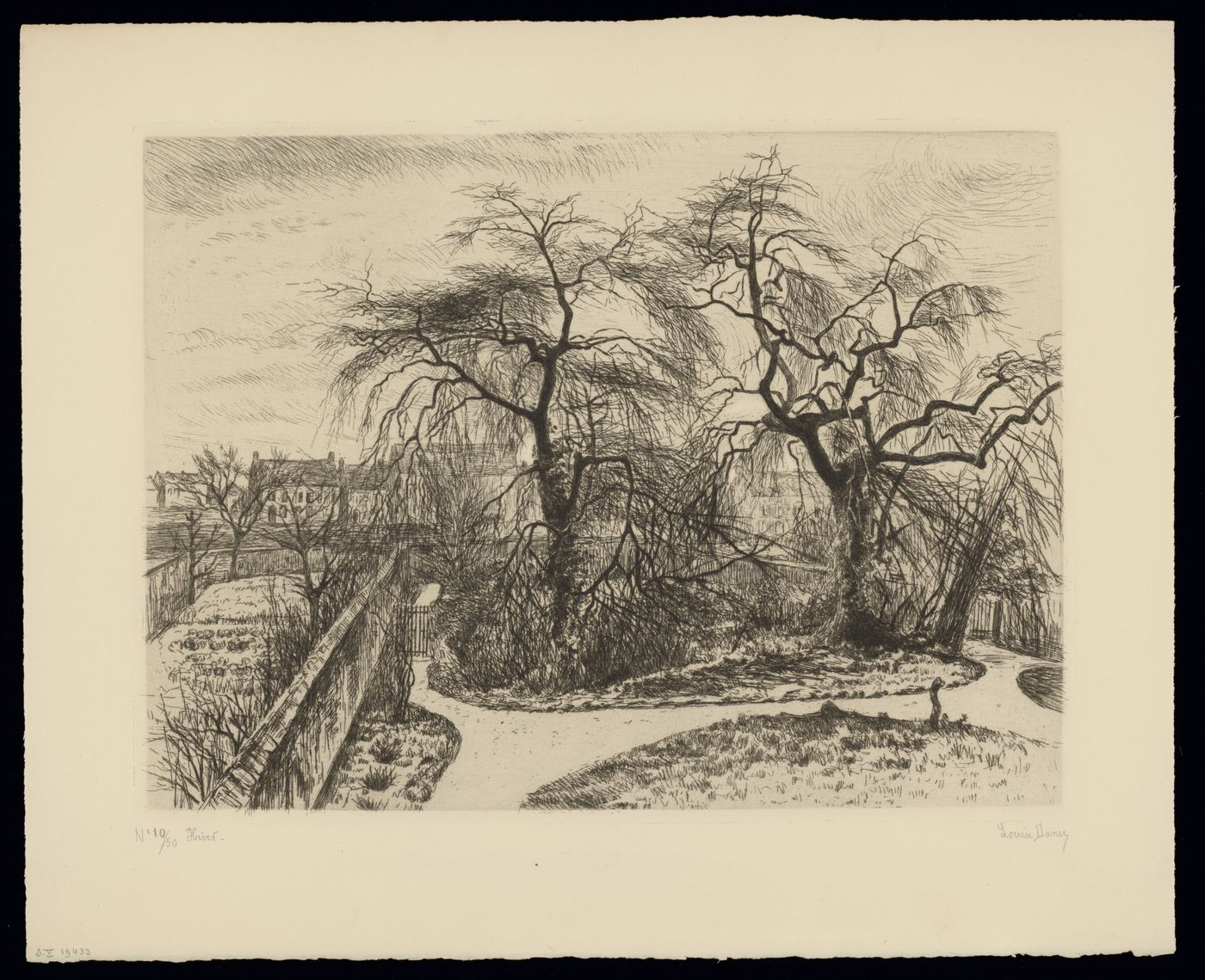
Louise Danse, Hiver (Jardin), Bibliothèque Royale de Belgique
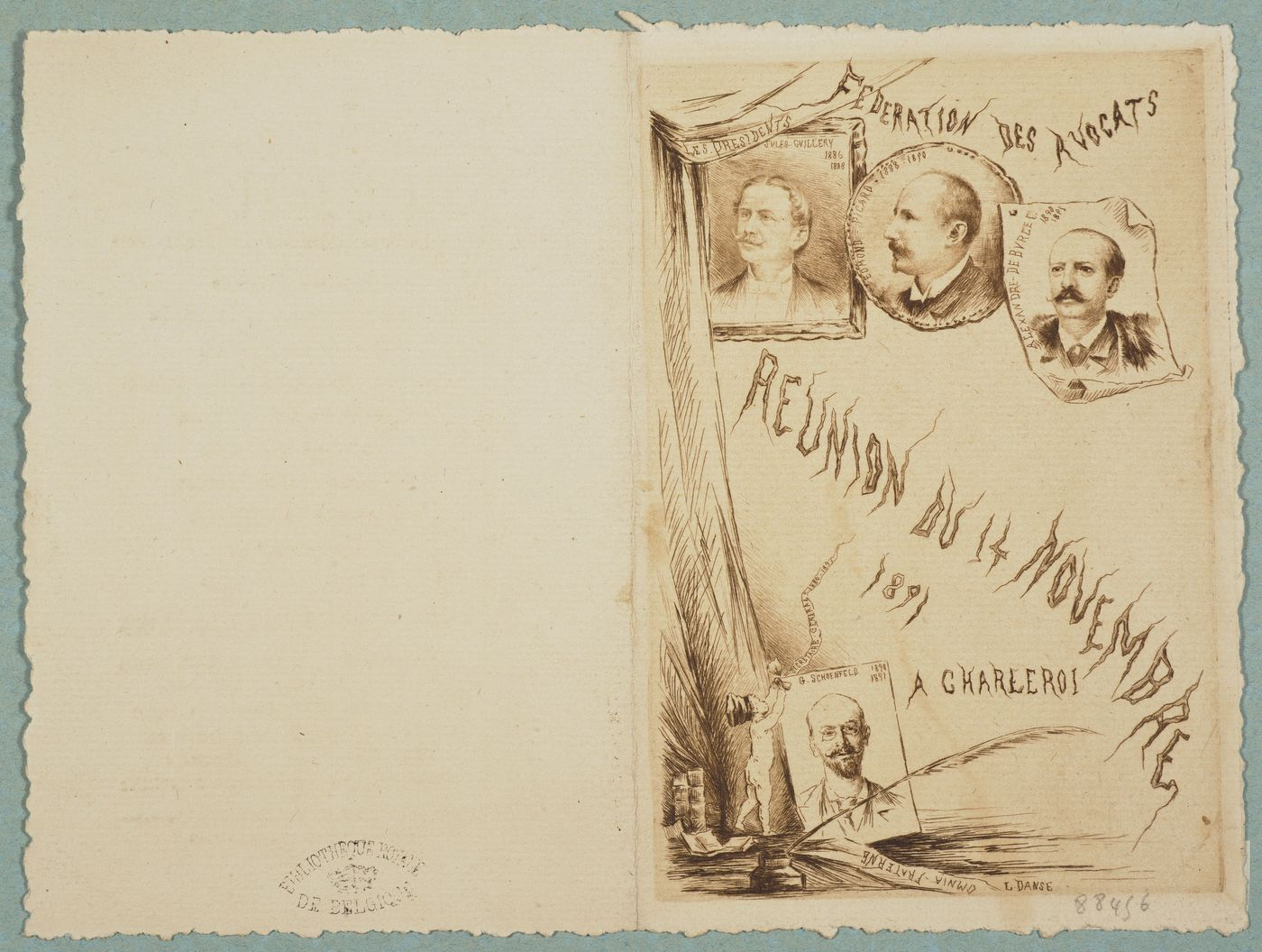
Louise Danse, Sans titre, Bibliothèque Royale de Belgique
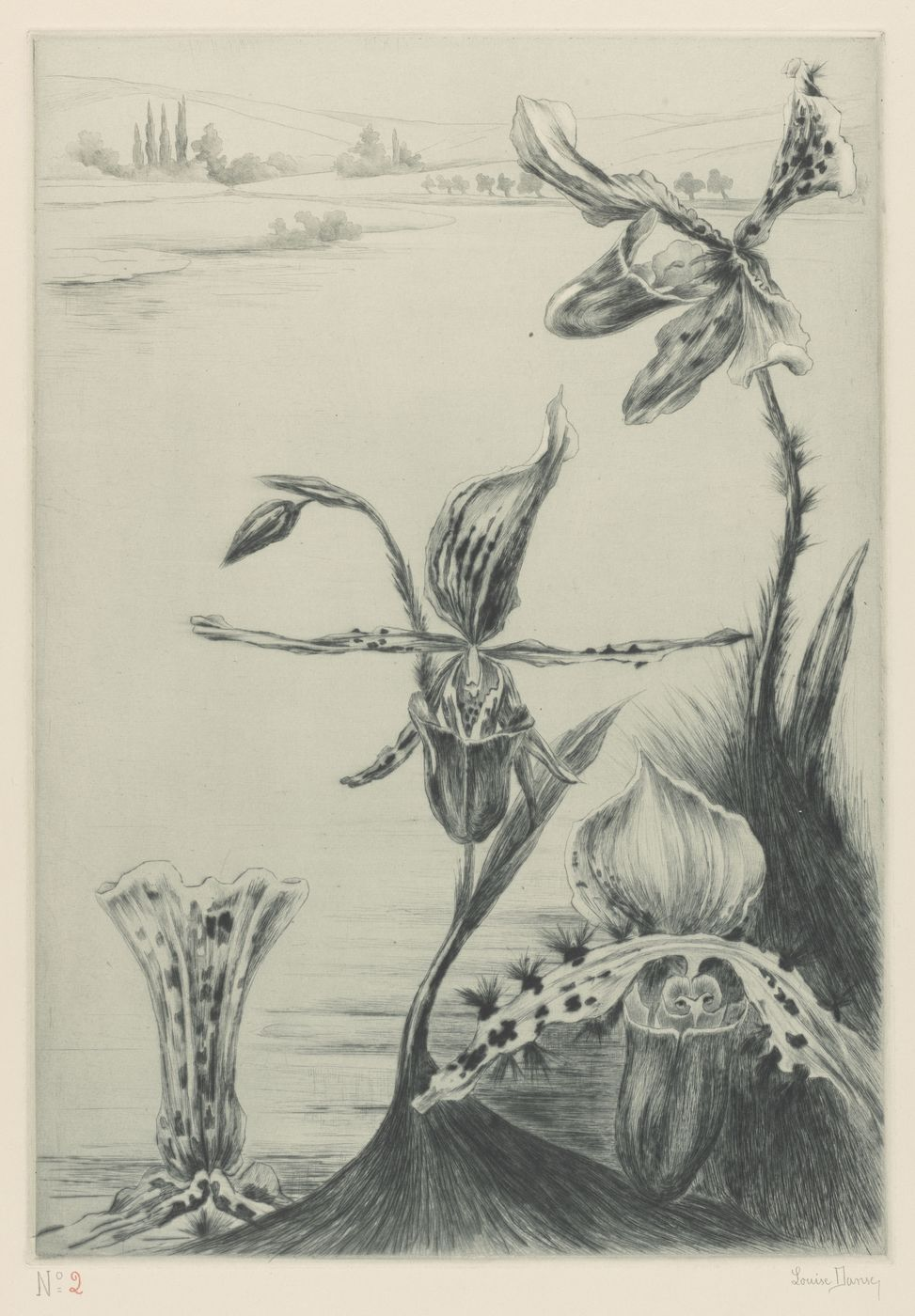
Louise Danse, Iris, Bibliothèque Royale de Belgique
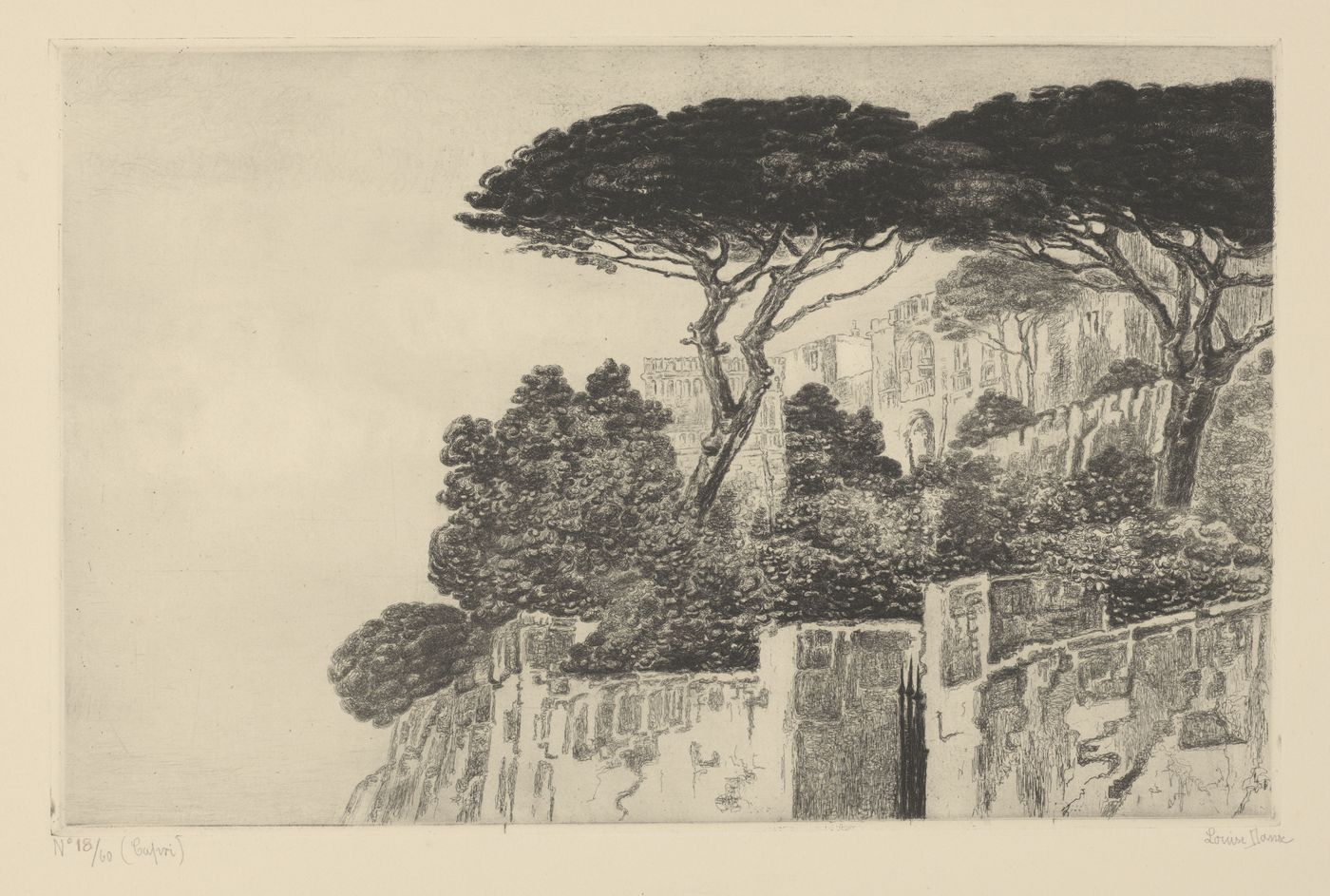
Louise Danse, Capri (Villa de Tibère), Bibliothèque Royale de Belgique
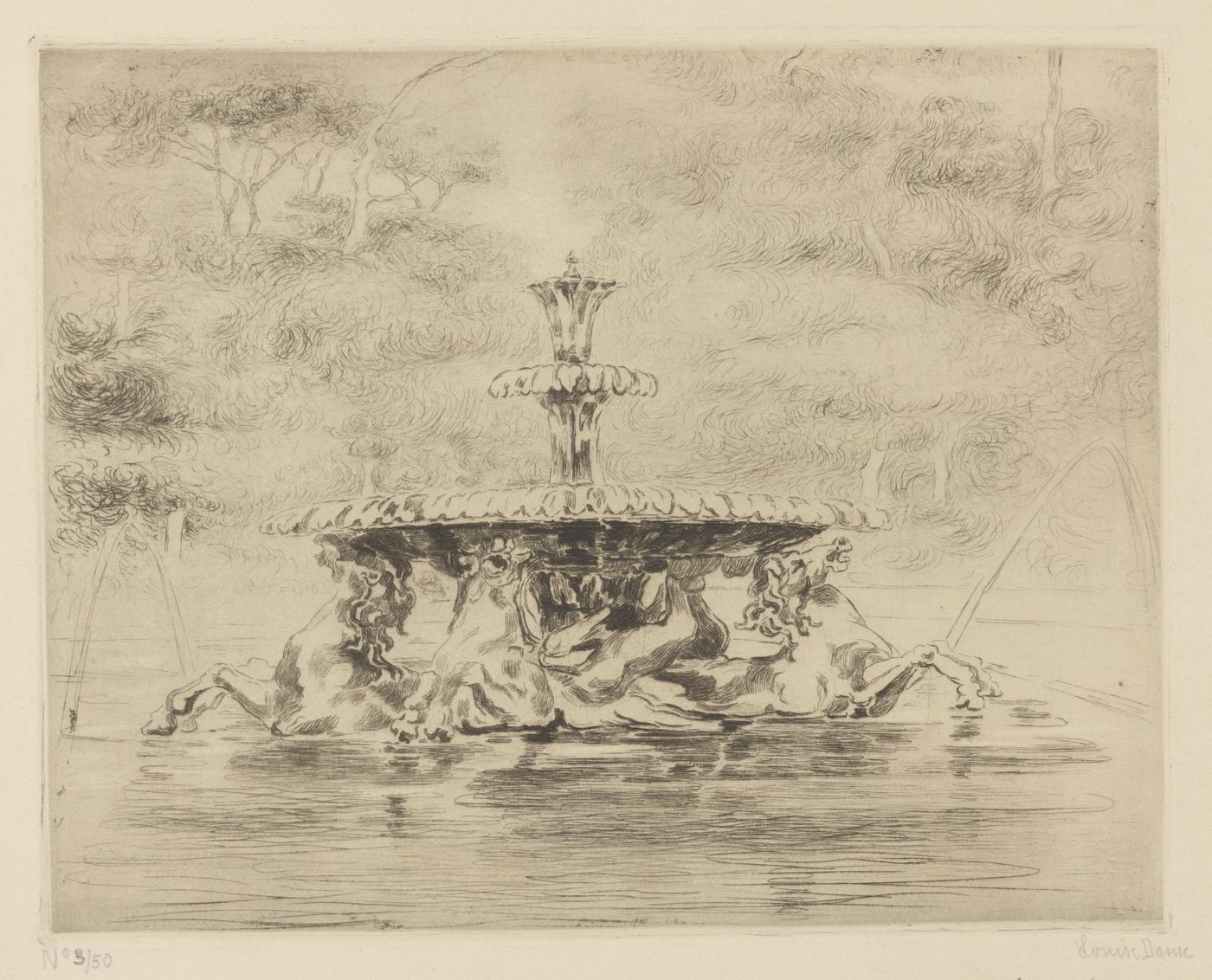
Louise Danse, La fontaine des jardins Borghèse, Bibliothèque Royale de Belgique
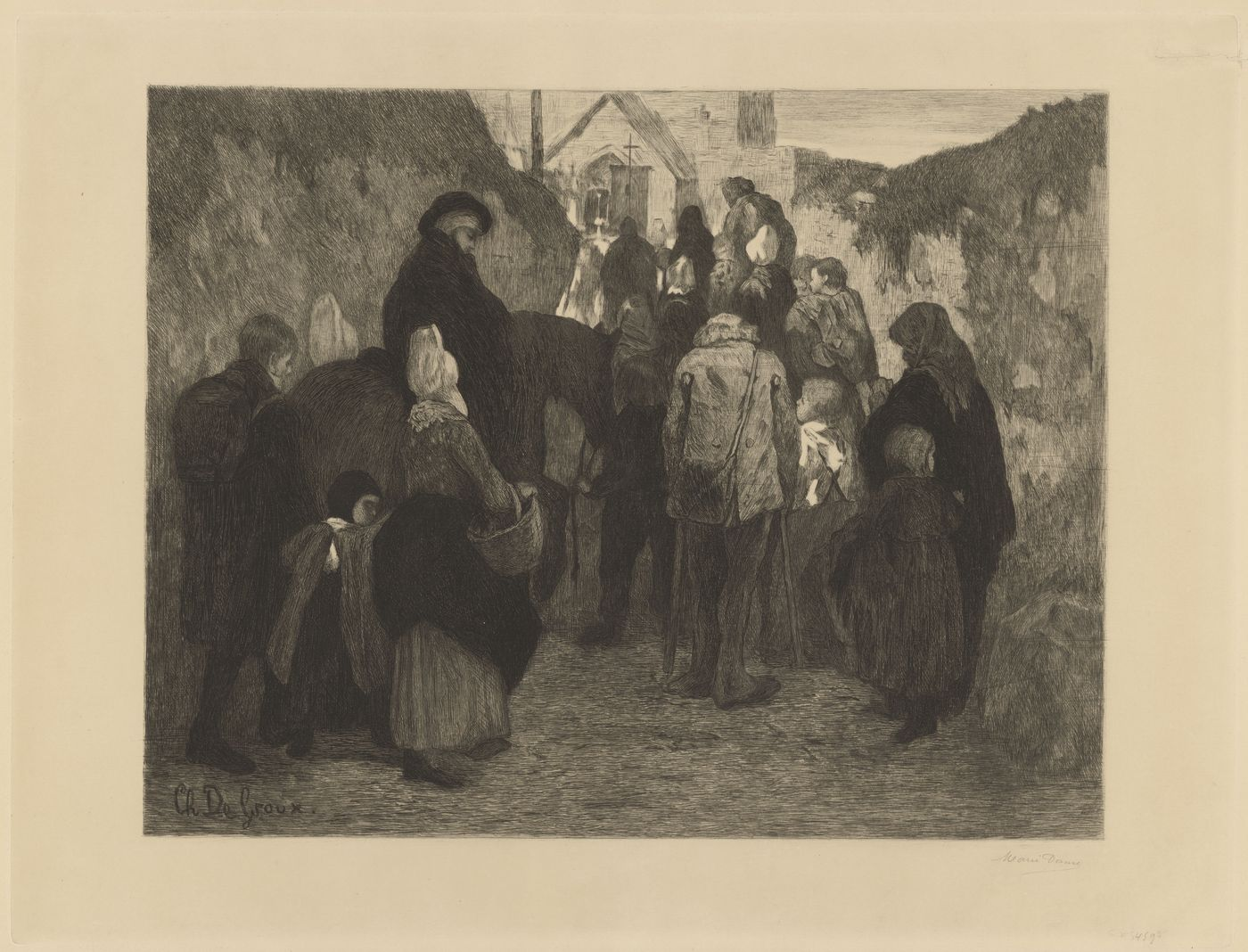
Louise Danse, Un pèlerinage, Bibliothèque Royale de Belgique
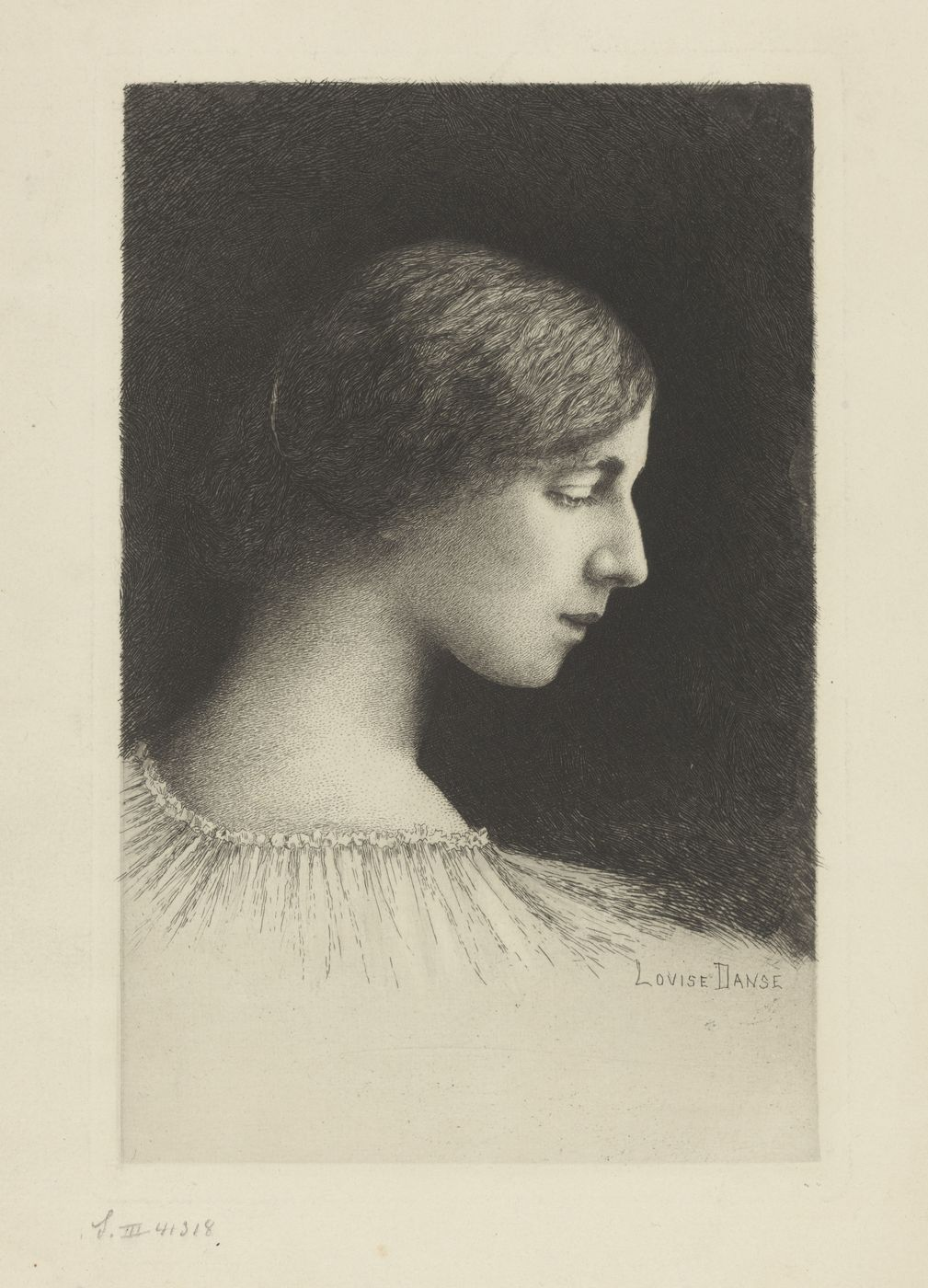
Louise Danse, Portrait de Melle H. Dethier, Bibliothèque Royale de Belgique
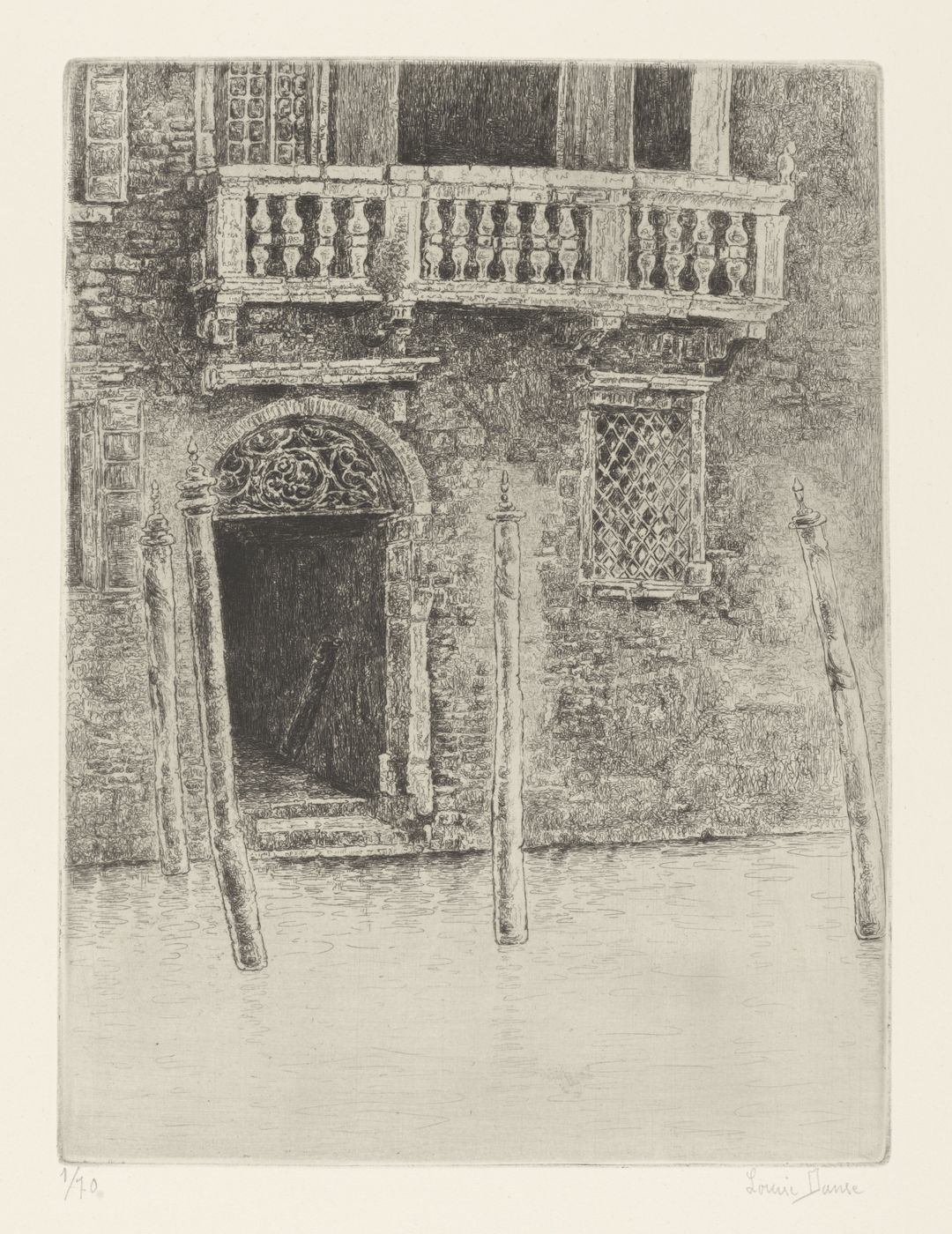
Louise Danse, Rio di Sant'Angelo, Bibliothèque Royale de Belgique
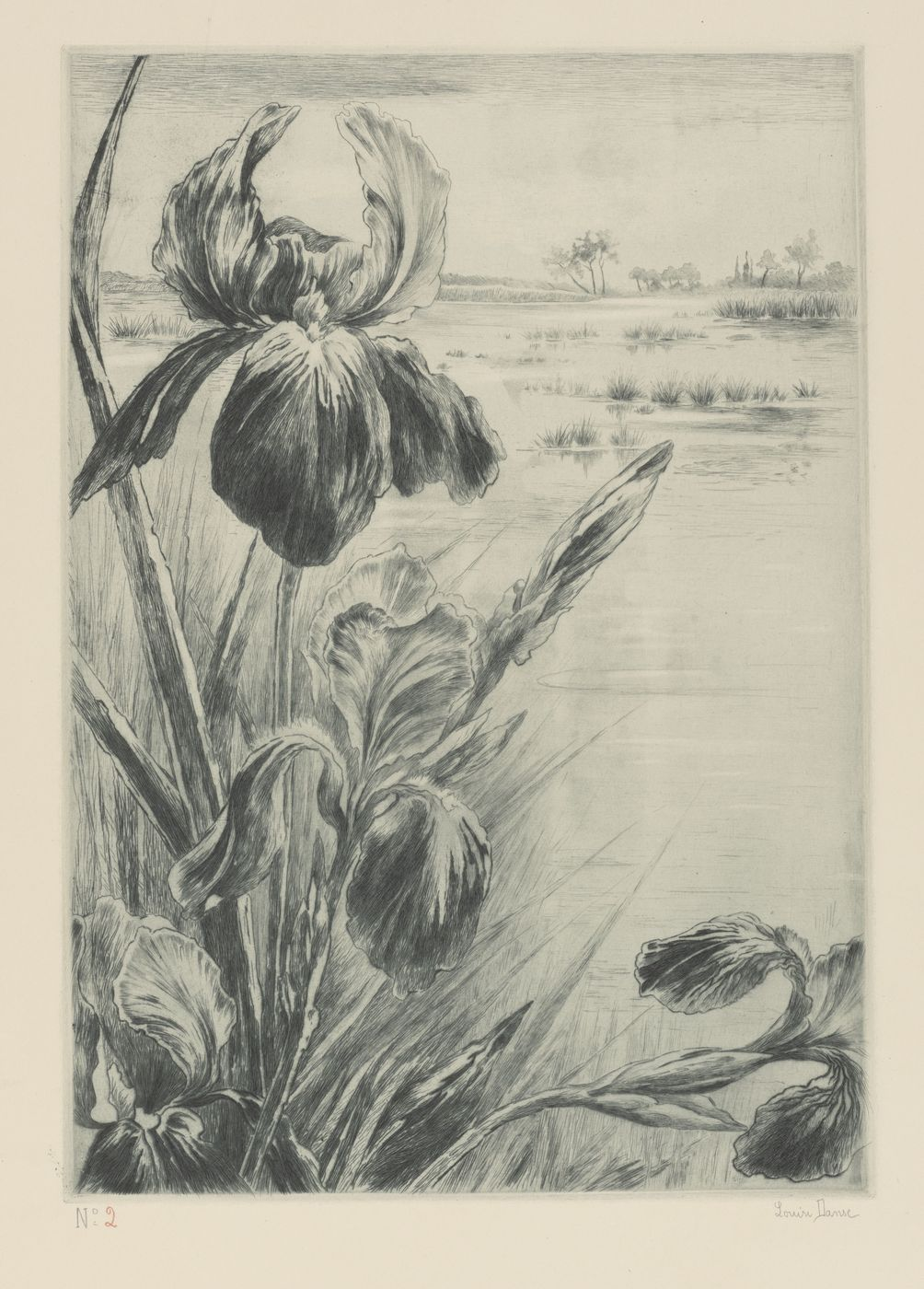
Louise Danse, Orchidées, Bibliothèque Royale de Belgique
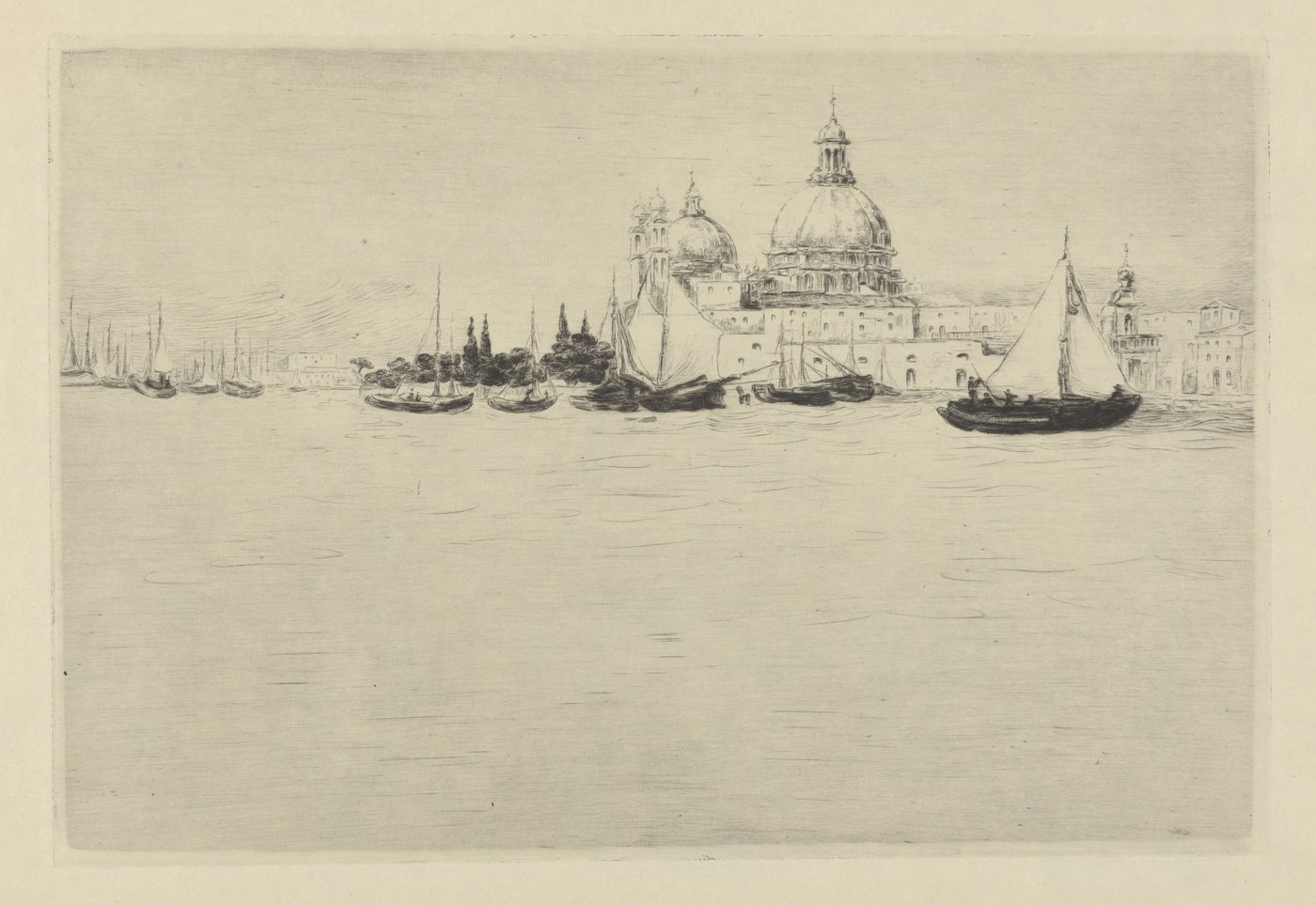
Louise Danse, Santa Maria, Bibliothèque Royale de Belgique
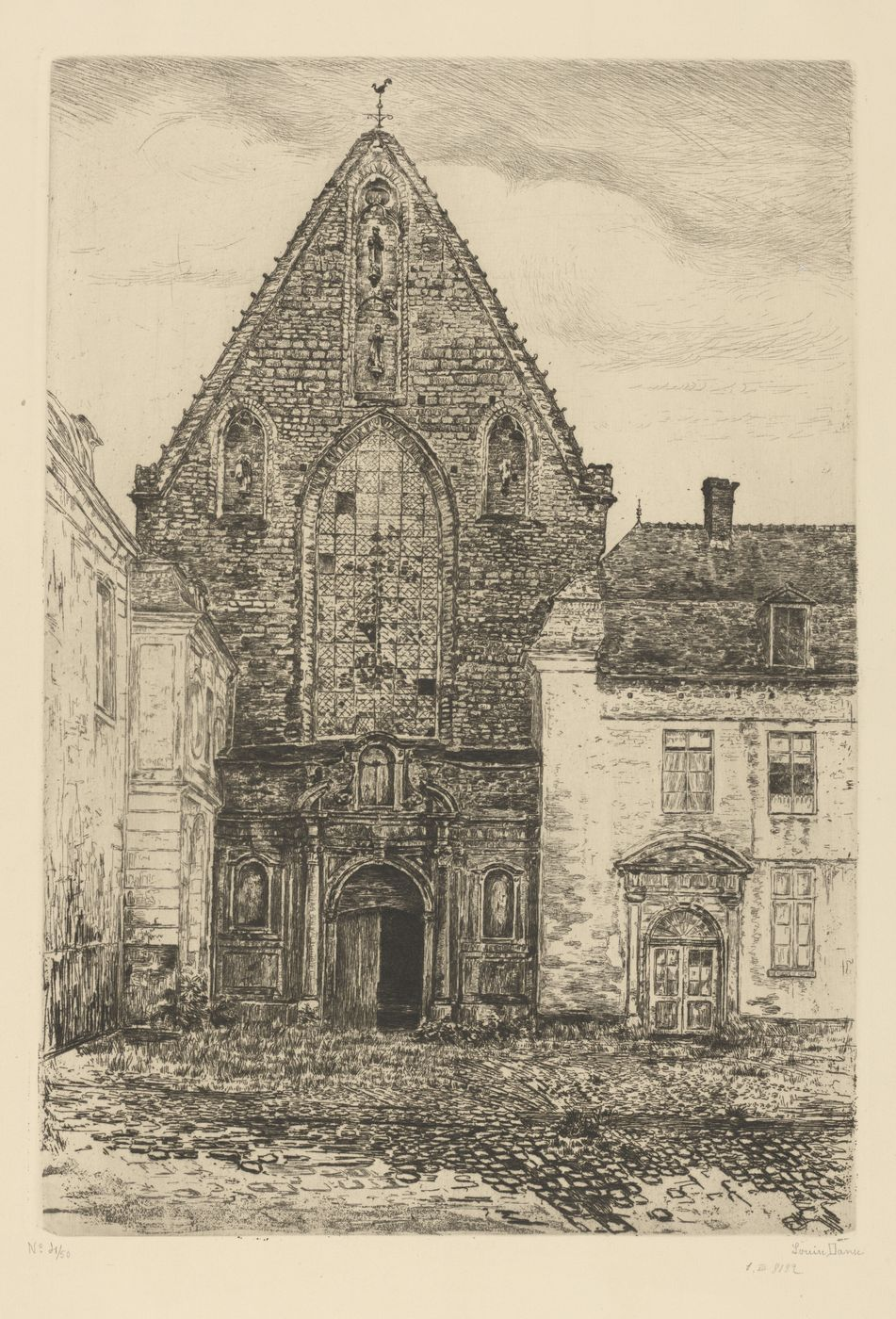
Louise Danse, L'abbaye de la Cambre, Bibliothèque Royale de Belgique
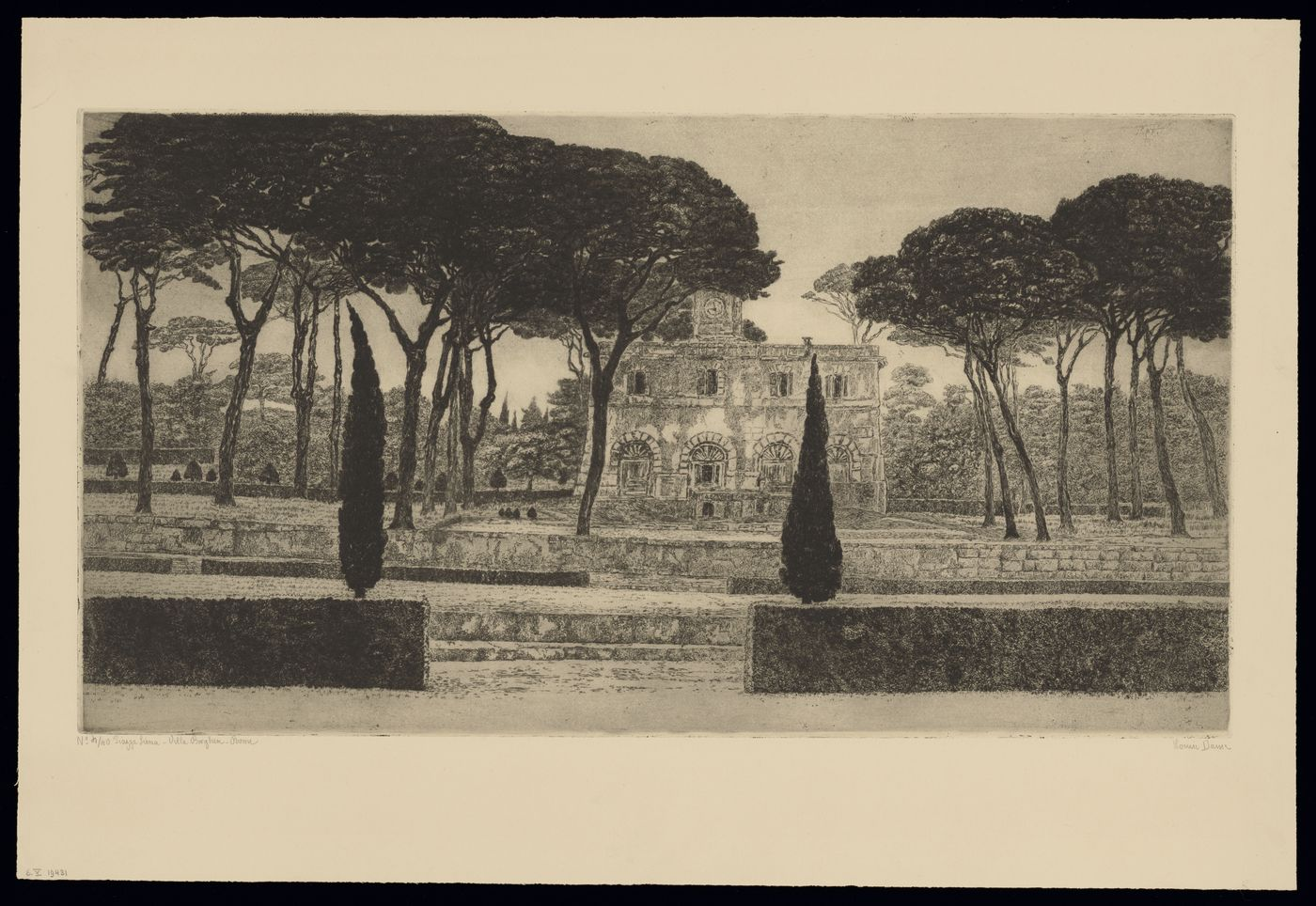
Louise Danse, Piazza Siena, Villa Borghèse, Rome, Bibliothèque Royale de Belgique.
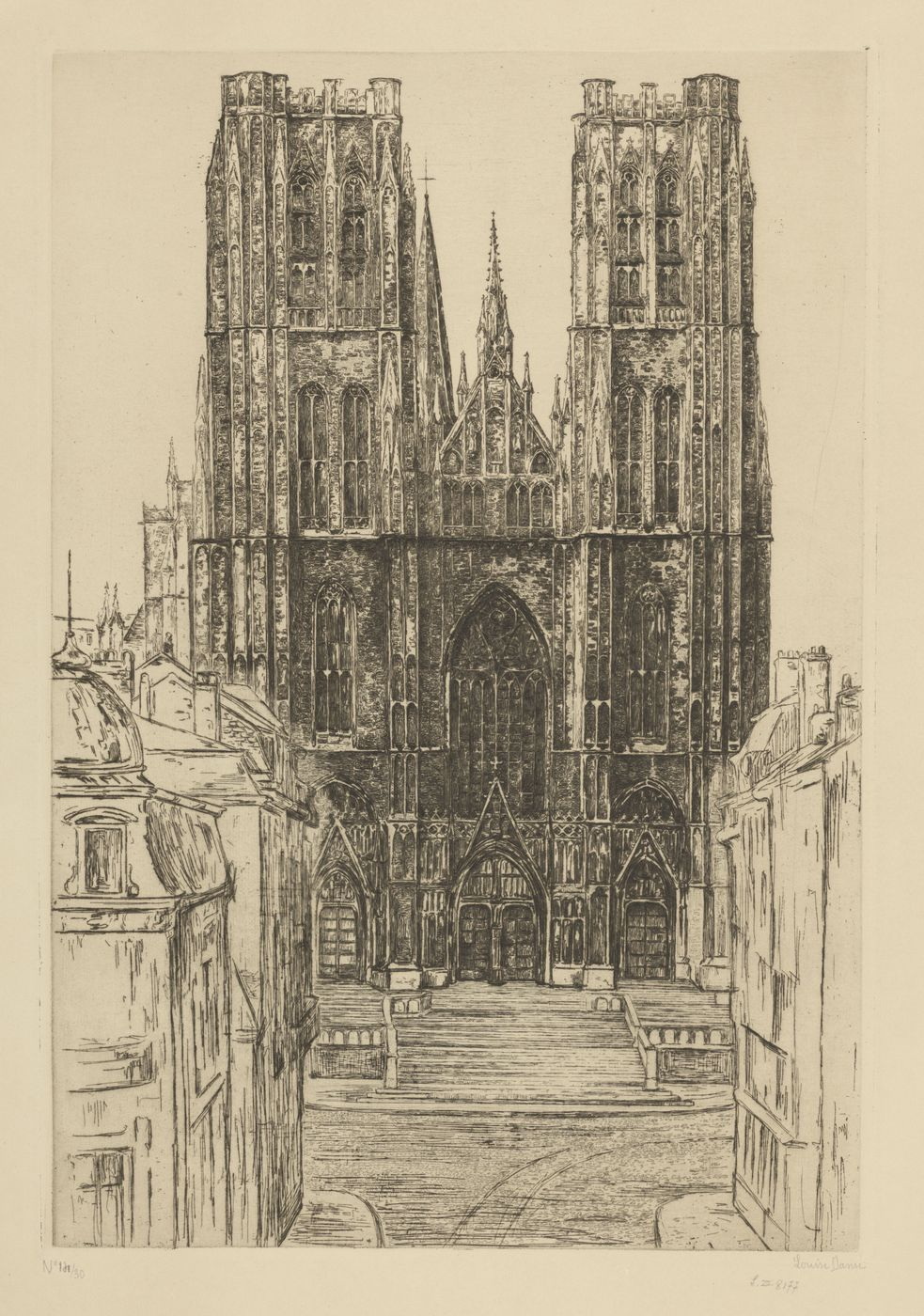
Louise Danse, Église Sainte Gudule à Bruxelles, Bibliothèque Royale de Belgique
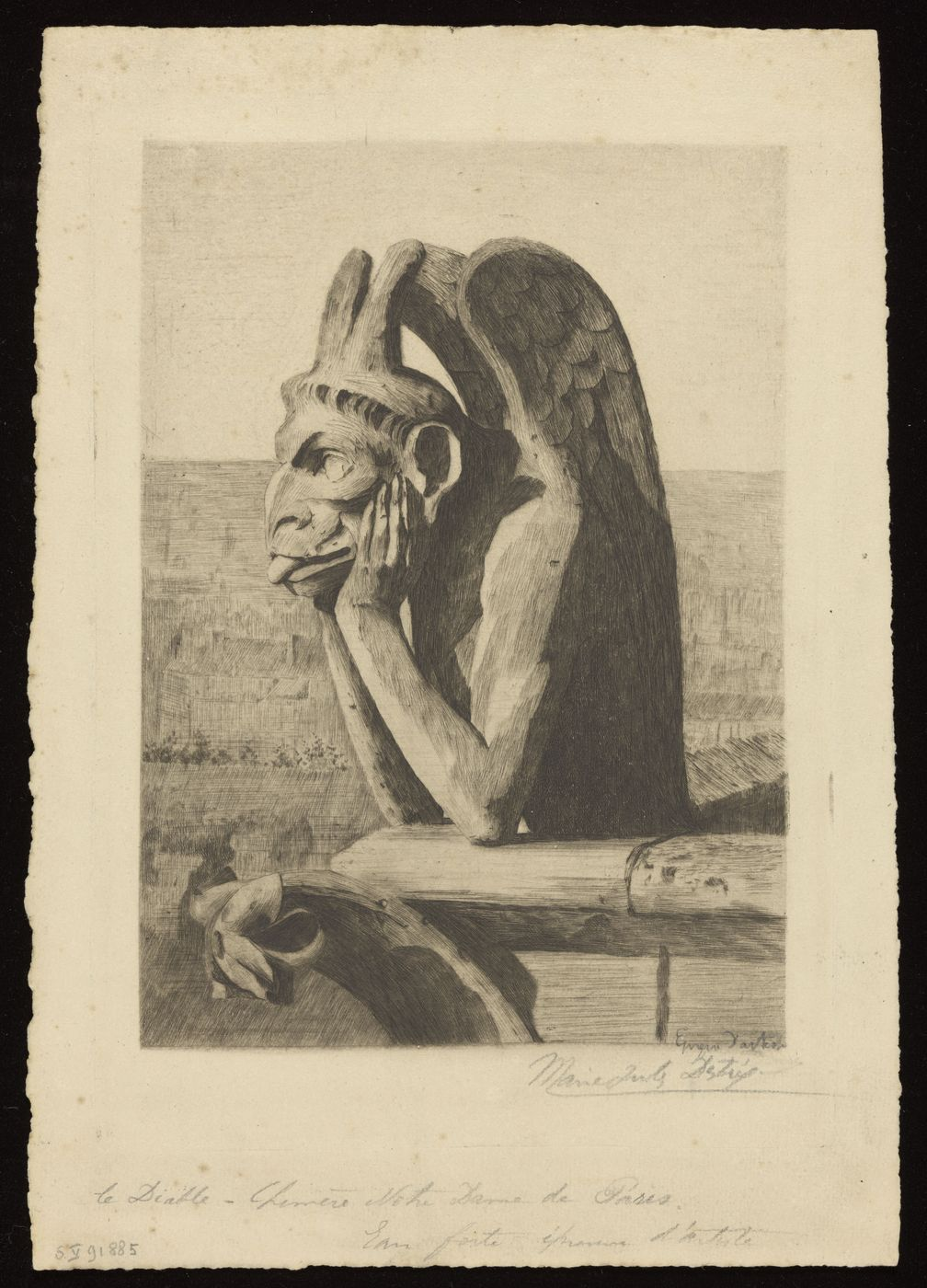
Louise Danse, Le diable; chimères de Notre-Dame de Paris, Bibliothèque Royale de Belgique
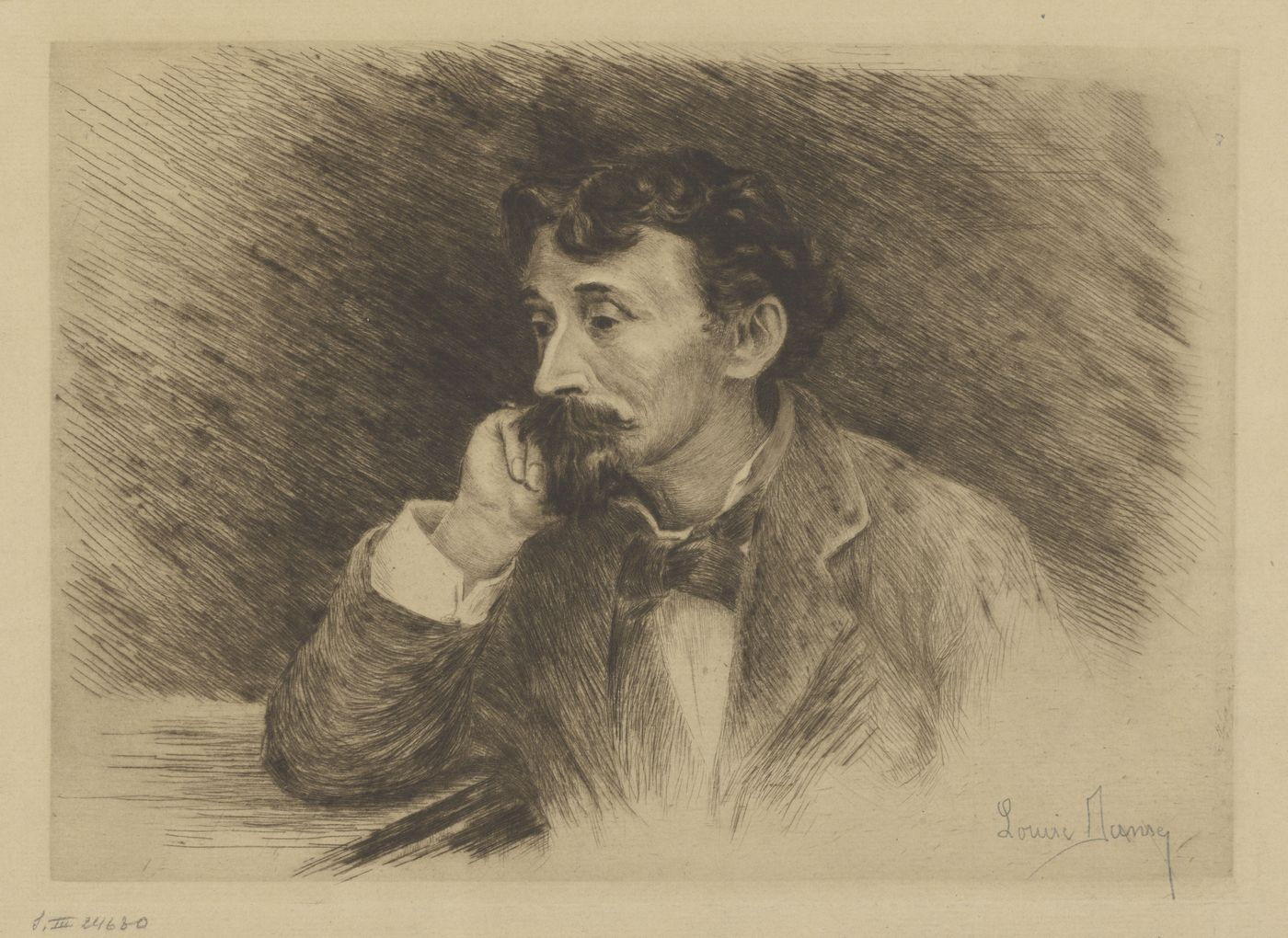
Louise Danse, Portrait de Louise Artan, peintre (1837-1890), Bibliothèque Royale de Belgique
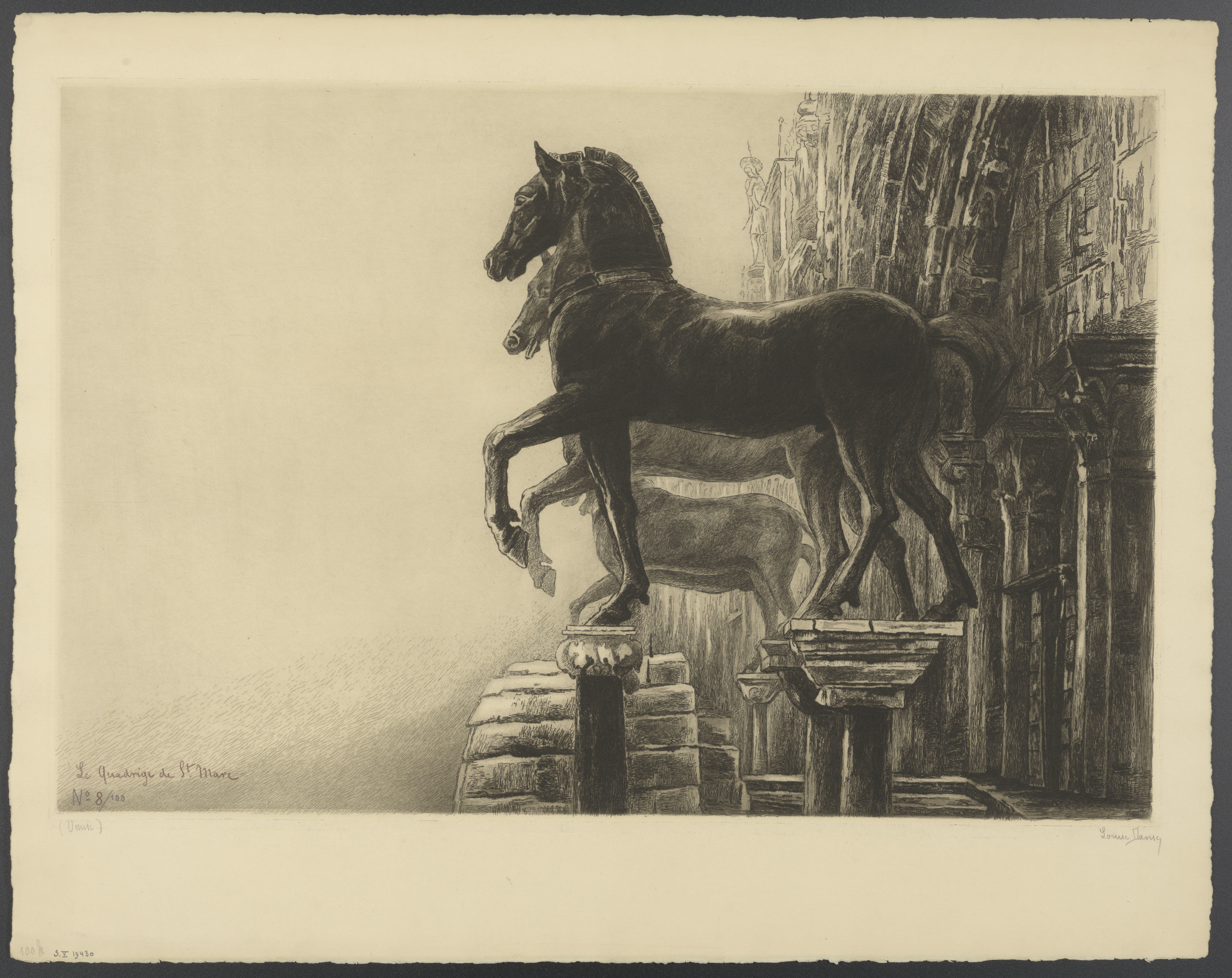
Louise Danse, Le quadrige de Saint Marc, à Venise, Bibliothèque Royale de Belgique
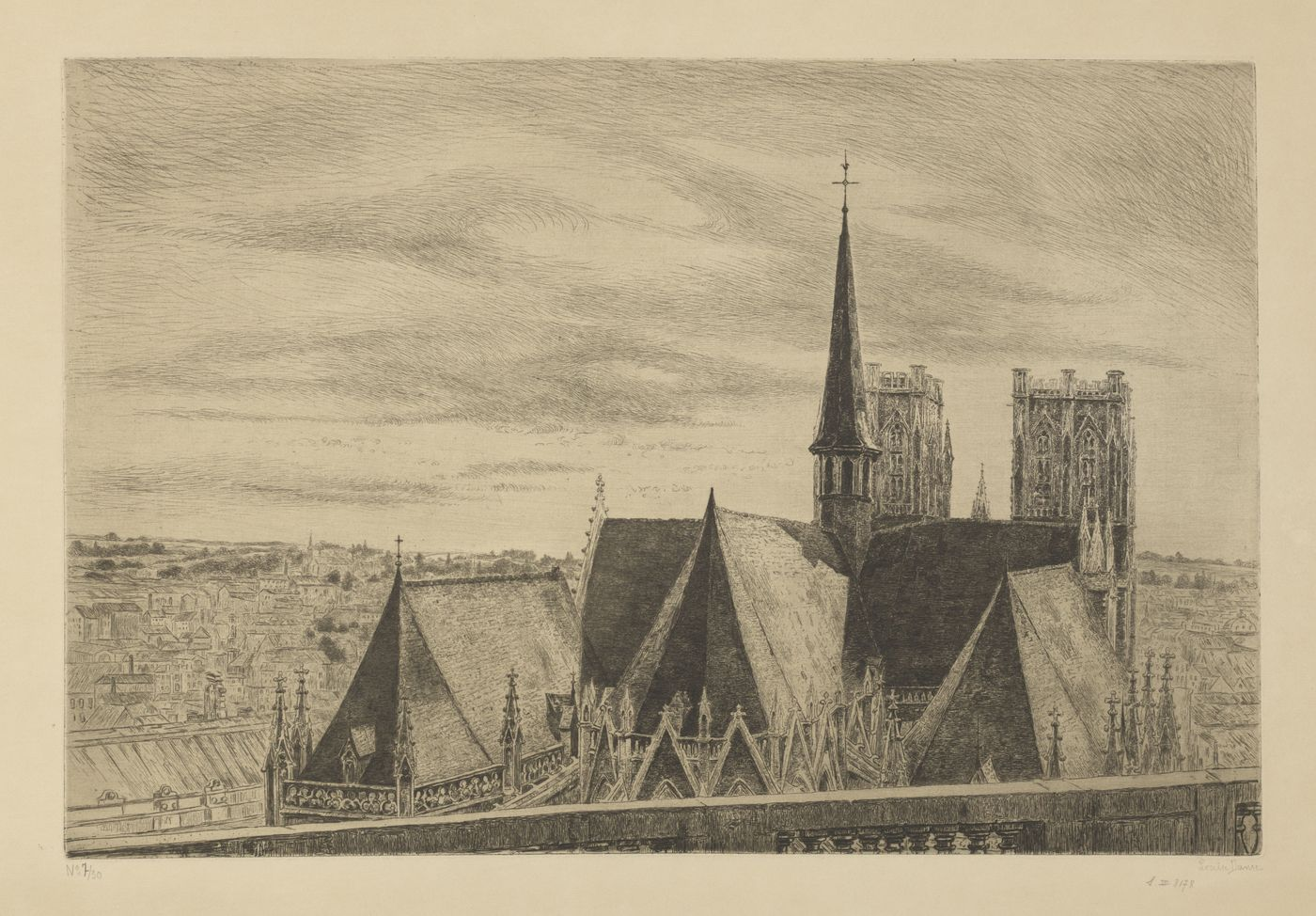
Louise Danse, Les toits de l'église Sainte Gudule à Bruxelles, Bibliothèque Royale de Belgique
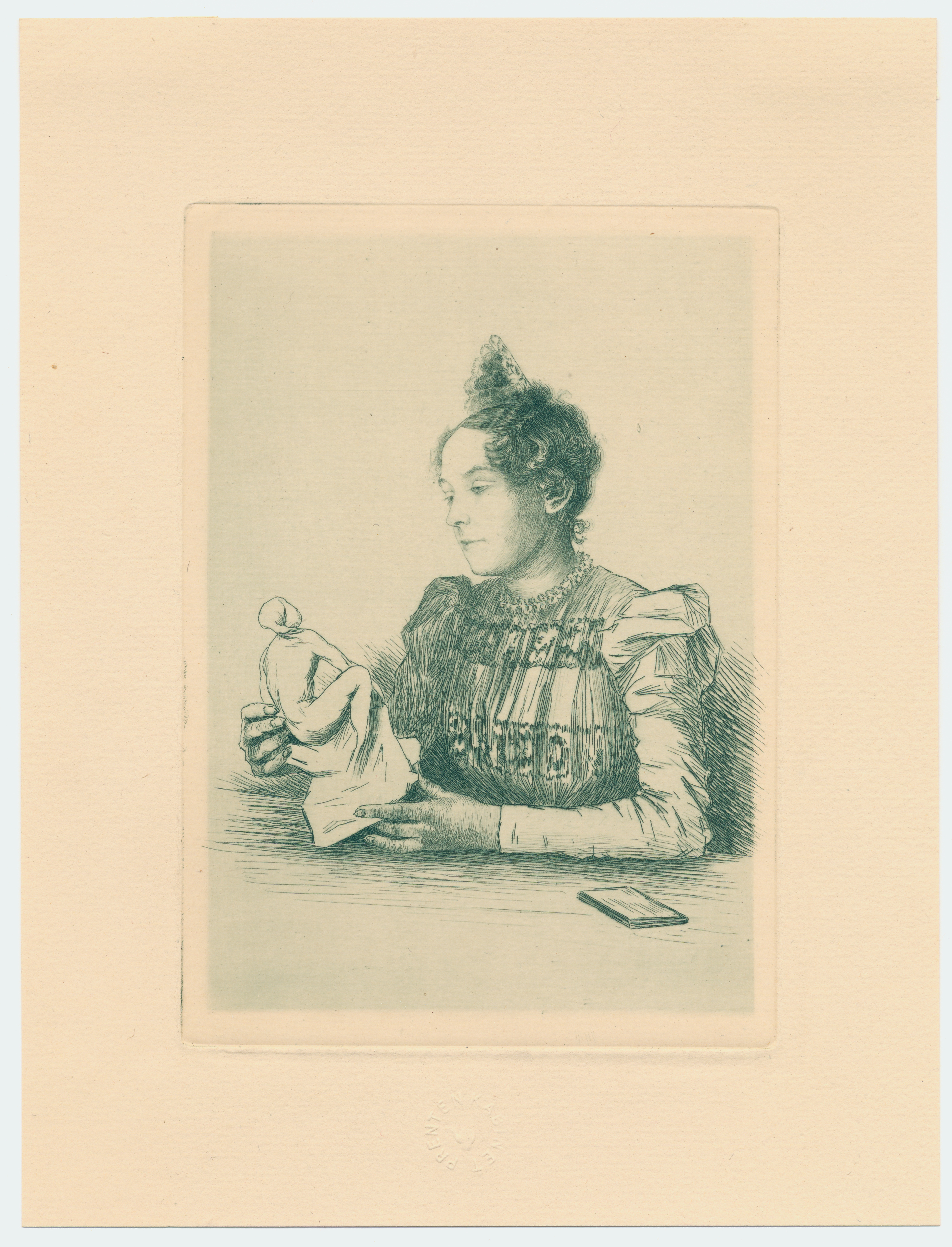
Louise Danse, Portrait d'une femme, Musée Plantin-Moretus, Anvers
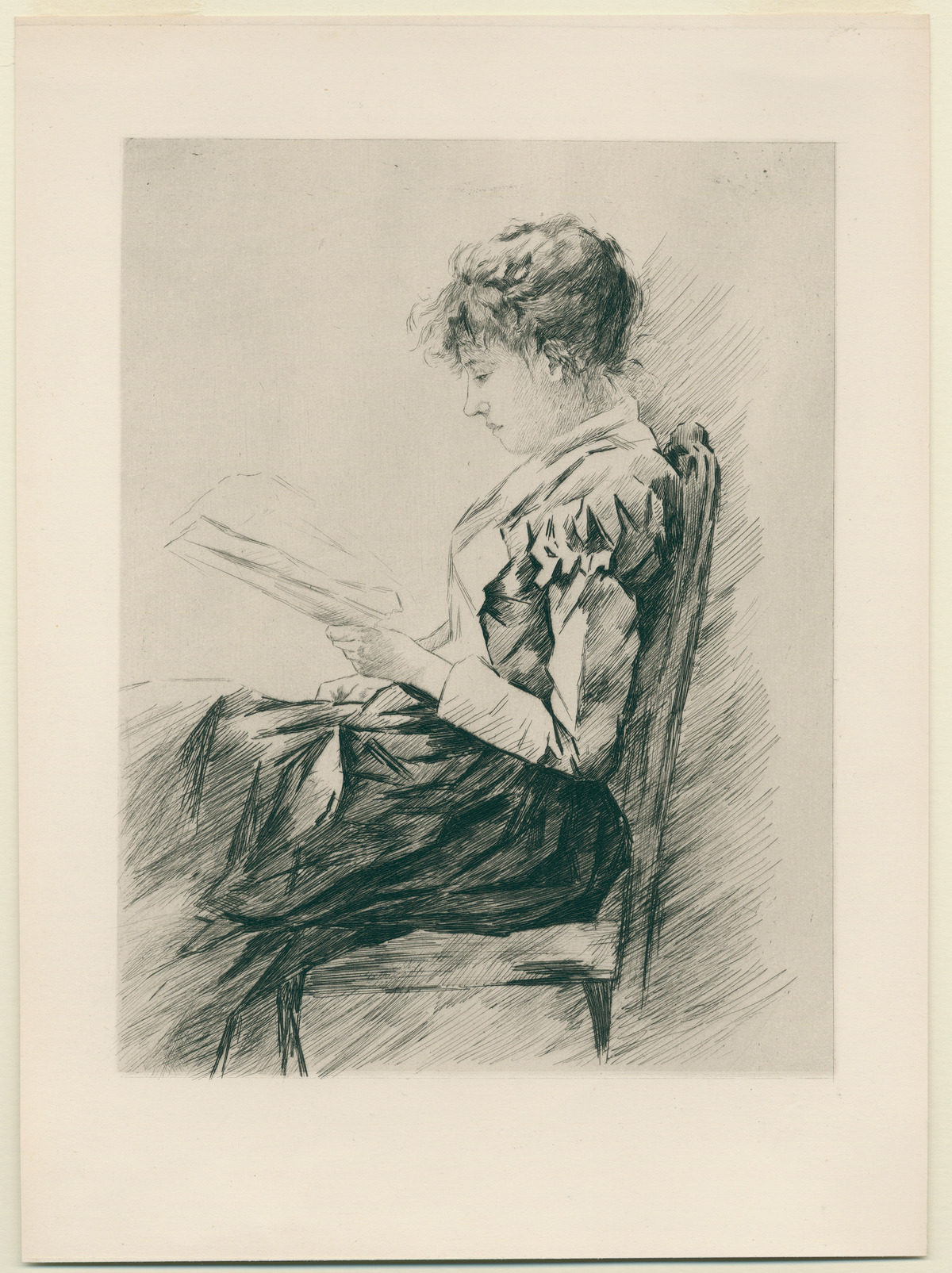
Louise Danse, Femme lisant, Musée Plantin-Moretus, Anvers